# مجدره
مُجَدّره (عربی: المجدّرة) غذایی گیاهی، متشکل از بلغور یا برنج و عدس است که در کشورهای عربی مانند سوریه، اردن، فلسطین، عراق و لبنان رایج است.
این غذا از خوراکی‌های سنتی و قدیمی عربی است تا جایی که در کتاب الطبیخ (از آثار قرن هفتم) از آن یاد شده‌است.